# 第33回日本アカデミー賞
第33回日本アカデミー賞は、2010年（平成22年）3月5日に行われた日本アカデミー賞の発表・授賞式。司会は関根勤と木村多江。

## 概要
対象となるのは2008年11月29日から2009年12月4日までに1週間以上商業公開が行われた映画。
授賞式の開催場所はグランドプリンスホテル新高輪、中継は日本テレビ。
候補は2009年12月22日に発表された。

## 最優秀作品賞
- 沈まぬ太陽

### 優秀作品賞
- ヴィヨンの妻 〜桜桃とタンポポ〜
- ゼロの焦点
- 劒岳 点の記
- ディア・ドクター

## 最優秀アニメーション作品賞
- サマーウォーズ

### 優秀アニメーション作品賞
- ヱヴァンゲリヲン新劇場版:破
- 映画ドラえもん 新・のび太の宇宙開拓史
- ホッタラケの島 〜遥と魔法の鏡〜
- 名探偵コナン 漆黒の追跡者

## 最優秀監督賞
- 木村大作（劒岳 点の記）

### 優秀監督賞
- 根岸吉太郎（ヴィヨンの妻 〜桜桃とタンポポ〜）
- 犬童一心（ゼロの焦点）
- 若松節朗（沈まぬ太陽）
- 西川美和（ディア・ドクター）

## 最優秀脚本賞
- 西川美和（ディア・ドクター）

### 優秀脚本賞
- 西岡琢也（沈まぬ太陽）
- 田中陽造（ヴィヨンの妻 〜桜桃とタンポポ〜）
- 犬童一心/中園健司（ゼロの焦点）
- 木村大作/菊池淳夫/宮村敏正（劒岳 点の記）

## 最優秀主演男優賞
- 渡辺謙（沈まぬ太陽）

### 優秀主演男優賞
- 浅野忠信（ヴィヨンの妻 〜桜桃とタンポポ〜）
- 浅野忠信（劔岳 点の記）
- 大森南朋（ハゲタカ）
- 笑福亭鶴瓶（ディア・ドクター）

## 最優秀主演女優賞
- 松たか子（ヴィヨンの妻 〜桜桃とタンポポ〜）

### 優秀主演女優賞
- 綾瀬はるか（おっぱいバレー）
- 広末涼子（ゼロの焦点）
- ペ・ドゥナ（空気人形）
- 宮崎あおい（少年メリケンサック）

## 最優秀助演男優賞
- 香川照之（劔岳 点の記）

### 優秀助演男優賞
- 瑛太（ディア・ドクター）
- 堺雅人（ジェネラル・ルージュの凱旋）
- 玉山鉄二（ハゲタカ）
- 三浦友和（沈まぬ太陽）

## 最優秀助演女優賞
- 余貴美子（ディア・ドクター）

### 優秀助演女優賞
- 木村多江（ゼロの焦点）
- 鈴木京香（沈まぬ太陽）
- 中谷美紀（ゼロの焦点）
- 室井滋（ヴィヨンの妻 〜桜桃とタンポポ〜）

## 話題賞

### 俳優部門
- 綾瀬はるか（おっぱいバレー）

### 作品部門
- アマルフィ 女神の報酬

## 新人俳優賞
- 岡田将生（ホノカアボーイ、僕の初恋をキミに捧ぐ、重力ピエロ）
- 水嶋ヒロ（ドロップ）
- 溝端淳平（赤い糸）
- 渡辺大知（色即ぜねれいしょん）
- 榮倉奈々（余命1ヶ月の花嫁）
- 志田未来（誰も守ってくれない）
- 平愛梨（20世紀少年第2章、第3章）

## 最優秀音楽賞
- 池辺晋一郎（劔岳 点の記）

### 優秀音楽賞
- 上野耕路（ゼロの焦点）
- 住友紀人（沈まぬ太陽）
- 向井秀徳（少年メリケンサック）
- 吉松隆（ヴィヨンの妻 〜桜桃とタンポポ〜）

## 最優秀撮影賞
- 木村大作（劔岳 点の記）

### 優秀撮影賞
- 柴主高秀（ヴィヨンの妻 〜桜桃とタンポポ〜）
- 蔦井孝洋（ゼロの焦点）
- 長沼六男（沈まぬ太陽）
- 柳島克己（ディア・ドクター）

## 最優秀照明賞
- 川辺隆之（劔岳 点の記）

### 優秀照明賞
- 長田達也（ヴィヨンの妻 〜桜桃とタンポポ〜）
- 疋田ヨシタケ（ゼロの焦点）
- 中須岳士（沈まぬ太陽）
- 尾下栄治（ディア・ドクター）

## 最優秀美術賞
- 種田陽平/矢内京子（ヴィヨンの妻 〜桜桃とタンポポ〜）

### 優秀美術賞
- 小川富美夫（沈まぬ太陽）
- 瀬下幸治（ゼロの焦点）
- 西岡善信/吉田孝（火天の城）
- 福澤勝広/若松孝市（劔岳 点の記）

## 最優秀録音賞
- 石寺健一（劔岳 点の記）

### 優秀録音賞
- 柿澤潔（ヴィヨンの妻 〜桜桃とタンポポ〜）
- 郡弘道（沈まぬ太陽）
- 志満順一（ゼロの焦点）
- 白取貢/加藤大和（ディア・ドクター）

## 最優秀編集賞
- 新井孝夫（沈まぬ太陽）

### 優秀編集賞
- 板垣恵一（劔岳 点の記）
- 上野聡一（ゼロの焦点）
- 川島章正（ヴィヨンの妻 〜桜桃とタンポポ〜）
- 宮島竜治（ディア・ドクター）

## 最優秀外国映画賞
- グラン・トリノ

### 優秀外国作品賞
- スラムドッグ$ミリオネア
- チェンジリング
- レスラー
- レッドクリフ PartII 未来への最終決戦

## 会長功労賞
- 釣りバカ日誌シリーズ（西田敏行、三國連太郎）

## 協会栄誉賞
- 森繁久彌